# Quốc lộ 39
Quốc lộ 39 (còn được gọi là Quốc lộ 39A) là con đường nối liền tỉnh Hưng Yên và tỉnh Thái Bình.

## Lộ trình
Tổng chiều dài 110 km. Điểm đầu là giao cắt Quốc lộ 5 tại Phố Nối, thị xã Mỹ Hào. Điểm cuối là tại thị trấn Diêm Điền.
Quốc lộ 39A: TT. Diêm Điền - TT. Đông Hưng - TT. Hưng Hà - TT. Hưng Nhân - Cầu Triều Dương - TP. Hưng Yên - TT. Lương Bằng - Dân Tiến - TX. Mỹ Hào - TT. Thuận Thành - TT. Thứa - Cầu Kênh Vàng - TT. Thanh Quang.